# Злодюжки (фільм)
«Злодюжки», або «Позичайки» (англ. The Borrowers) — фентезійно-комедійний фільм 1997 року, режисера Пітера Г'юїта. Заснований на однойменному дитячому романі британської письменниці Мері Нортон.

## Синопсис
В будинку родини Лендерів живуть крихітні чоловічки — Позичальники, які живуть в стінах та під підлогою і час від часу «позичають» в людей різні дрібні речі. Одного разу юний Піт Лендер випадково дізнався про існування чоловічків, і с тих пір вони стають друзями. Тим часом, злий та жадібний юрист Осіус Поттер намагається заволодіти будинком Лендерів, щоб знести та побудувати на його місці власний житловий колекс. 

## У ролях
- Джон Гудмен — Осіус П. Поттер
- Джим Бродбент — Под Клок
- Селія Імрі — Гомілі Клок
- Флора Ньюбіджин — Арієтті Клок
- Том Фелтон — Пігрин Клок
- Бредлі Пірс — Піт Лендер
- Реймонд Пікард — Спед
- Марк Вільямс — Джеф-винищувач щурів та комах
- Г'ю Лорі — поліцейський
- Ейден Джилард — Джо Лендер
- Дун Маккіген — Вікторія Лендер